# Sam Vokes
Samuel Michael Vokes (* 21. října 1989, Southampton) je velšský fotbalista, útočník. Od roku 2021 působí v třetiligovém anglickém klubu Wycombe Wanderers. S velšskou reprezentací získal bronzovou medaili na mistrovství Evropy v roce 2016, na šampionátu nastoupil ve čtyřech ze šesti utkání, ve čtvrtfinále proti Belgii dal gól. Za národní tým nastupoval v letech 2008–2019 a odehrál za něj 64 zápasů, v nichž vstřelil 11 branek. Byl kmenovým hráčem klubů AFC Bournemouth (2006–2008), Wolverhampton Wanderers (2008–2012), Burnley FC (2012–2019) a Stoke City (2019–2021). Během éry ve Wolverhamptonu byl na četných hostováních, v Leeds United, Bristol City, Sheffield United, Norwich City, Burnley a Brighton & Hove Albion. Nejúspěšnější éru prožil v Burnley, s níž hrál čtyři sezóny Premier League.